# Augusta (título)

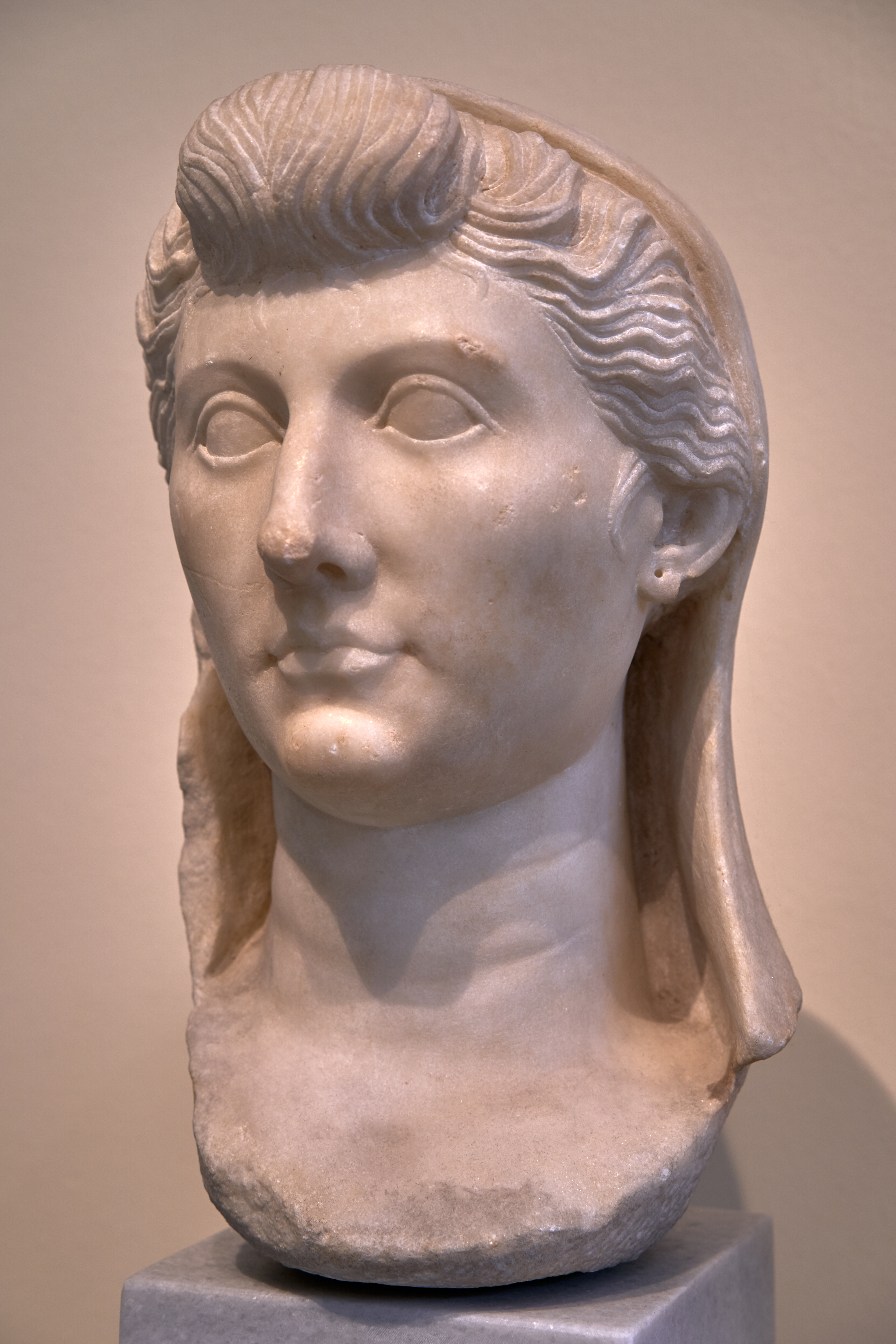
Livia, la primera Augusta, en el año 14.

Augusta fue el título honorífico imperial romano de las emperatrices. Era la forma femenina del título Augusto. Se les atribuía, de forma general, a las esposas o parientes de los emperadores romanos y bizantinos bajo la forma helenizada de αὐγούστα. 
El título de Augusta, aunque similar a su homólogo masculino, no implicaba ni el imperium proconsular ni la potestad tribunicia, con lo que junto al hecho de que siendo mujer difícilmente pudiera llevar el título  de imperator, hacía imposible el ejercicio efectivo y legal del poder. Solamente existen dos casos en los que una mujer podría haber gobernado por derecho propio: cuando Calígula, enfermo, designó como sucesora a su hermana Julia Drusila y en el caso de Ulpia Severina, que según determinados historiadores llegó a ser emperatriz por un corto período de tiempo, después de la muerte de su marido Aureliano.
En el siglo III, las Augustae también podían recibir los títulos de Mater castrorum ("Madre del campo") y Mater patriae ("Madre de la Patria"). El título implicaba el mayor prestigio, con la posibilidad de emitir su propia moneda, llevar insignias imperiales y tener sus propios tribunales. Durante el Dominado, el título fue utilizado con mayor moderación. Solamente nueve de las treinta esposas imperiales entre los años 324-527 fueron reconocidas como tales. Zenobia, reina de Palmira, llevó el título de Augusta cuando tomó Egipto con su ejército y se declaró reina de Egipto. 

## Lista de Augustas

### Augustaedel Imperio romano
- 14: Livia Drusila, esposa de Augusto.
- 38: Julia Drusila, hermana de Calígula.
- 41: Antonia la Menor, madre de Claudio.
- 50: Agripina la Menor, esposa de Claudio.
- 64: Popea Sabina y Claudia, esposa e hija de Nerón.
- Antes del 80: Flavia Domitila la Menor, hija de Vespasiano.
- 79: Julia Flavia, hija de Tito.
- 81: Domicia Longina, esposa de Domiciano
- 105: Plotina y Ulpia Marciana, esposa y hermana de Trajano.
- 112: Matidia la Mayor, nieta de Trajano.
- 128: Vibia Sabina, esposa de Adriano.
- 138: Faustina la Mayor, esposa de Antonino Pio.
- 146: Faustina la Menor, hija de Antonino Pio, esposa de Marco Aurelio, madre de Cómodo.
- 164: Galeria Lucila, hija de Marco Aurelio y esposa de Lucio Vero.
- 177: Brutia Crispina, esposa de Cómodo.
- 193: Manlia Escantila y Didia Clara, esposa e hija de Didio Juliano.
- 193:  Julia Domna, segunda esposa de Septimio Severo.
- 202: Fulvia Plaucila, esposa de Caracalla.
- 218: Julia Mesa y Julia Soemias, abuela y madre de Heliogábalo.[4]
- 219: Julia Cornelia Paula, primera esposa de Heliogábalo.
- 220: Aquilia Severa, segunda y cuarta esposa de Heliogábalo.
- 221: Annia Faustina, tercera esposa de Heliogábalo.
- Años 220: Julia Mamea y Salustia Orbiana, madre y esposa de Alejandro Severo.
- 236: Cecilia Paulina, esposa de Maximino el Tracio.
- 238: Sabina Tranquilina, esposa de Gordiano III.
- Años 240: Marcia Otacilia Severa, esposa de Filipo el Árabe.
- 240: Herenia Etruscila, esposa de Decio, madre de Herenio Etrusco y Hostiliano.
- Años 250: Mariniana, esposa de Valeriano.
- circa 250: Cornelia Salonina, esposa de Galieno.
- 253: Cornelia Supera, esposa de Emiliano.
- 260: Sulpicia Driantila, esposa de Regaliano.
- 274: Ulpia Severina, esposa de Aureliano.
- 283: Magnia Urbica, esposa de Carino.
- 308: Galeria Valeria, hija de Diocleciano y esposa de Galerio.
- Después del 312: Helena y Constantina, madre e hija de Constantino I.
- Entre el 364 y el 378: Albia Dominica, esposa de Valente.
- Antes del 385: Elia Flacila, esposa de Teodosio I.

### Augustaedel Imperio romano de Occidente
- 400 (9 de enero): Elia Eudoxia, esposa de Arcadio.
- 421: Gala Placidia, hija de Teodosio I, esposa de Constancio III, madre de Valentiniano III.
- 439, 6 de agosto: Licinia Eudoxia, esposa de Valentiniano III.
- circa 440: Honoria, hermana de Valentiniano III.

### Augustaedel Imperio romano de Oriente o Imperio bizantino
- 475: Elia Zenonis, esposa de Basilisco de Bizancio.
- 610: Fabia Eudoxia, esposa de Heraclio.
- 613: Eudoxia Epifanía, hija de Heraclio.
- 718: María, esposa de León III.
- 741: Ana, esposa de Artabasdo e hija de León III.
- 769: Eudoxia, tercera esposa de Constantino V.
- 842: Tecla, hija de Teófilo.
- 945: Berta Eudoxia, primera esposa de Romano II.
- 1028: Zoe, emperatriz reinante bizantina.
- 1118: Irene de Hungría, esposa de Manuel I.